# Lions (álbum)
Lions es el sexto álbum de estudio de la banda estadounidense The Black Crowes. Fue lanzado en el año 2001 a través de V2 Records, y es su único disco de estudio en contar con el guitarrista Audley Freed. Lions fue grabado en la ciudad de Nueva York en enero y febrero de 2001, y fue producido por Don Was.

## Lista de canciones
1. "Midnight from the Inside Out" – 4:21
2. "Lickin'" – 3:42
3. "Come On" – 2:58
4. "No Use Lying" – 4:57
5. "Losing My Mind" – 4:26
6. "Ozone Mama" – 3:54
7. "Greasy Grass River" – 3:20
8. "Soul Singing" – 3:54
9. "Miracle to Me" – 4:42
10. "Young Man, Old Man" – 4:14
11. "Cosmic Friend" – 5:23
12. "Cypress Tree" – 3:41
13. "Lay It All on Me" – 5:29

## Personal
- Chris Robinson – voz
- Rich Robinson – guitarra, voz
- Steve Gorman – batería
- Eddie Harsch – teclados
- Audley Freed – guitarra[2]